# The Appointments of Dennis Jennings
Pour plus de détails, voir Fiche technique et Distribution.
The Appointments of Dennis Jennings est un court métrage américain réalisé par Dean Parisot, produit et co-écrit par Steven Wright et sorti en 1988.

## Synopsis
Dennis Jennings, introverti, anxieux et paranoïaque, demande de l'aide lors de son premier rendez-vous chez son psychiatre pour trouver son vrai beau-père, parce que ses parents naturels refusent de coopérer. Il poursuit en disant qu'il se souvient lorsqu'il était dans le ventre de sa mère: « J'étais du côté droit ». Lorsqu'il regarde la télévision, les gens sur l'écran en appellent d'autres pour le regarder.

## Fiche technique
- Titre : The Appointments of Dennis Jennings
- Réalisation : Dean Parisot
- Scénario : Steven Wright et Mike Armstrong
- Production : Steven Wright
- Sociétés de production :  Home Box Office, Schooner Productions
- Producteur executif : David Hyde Pierce
- Image : Frank Prinzi
- Montage : Peter C. Frank
- Genre : Comédie
- Durée : 29 minutes
- Date de sortie: 7 septembre 1988

## Distribution
- Steven Wright : Dennis Jennings
- Rowan Atkinson : Dr. Schooner
- Laurie Metcalf : Emma
- Mike Starr
- David Hyde Pierce

## Récompenses et distinctions
- 1989 : Oscar du meilleur court métrage en prises de vues réelles